# Radhia Cousot
Radhia Cousot (née Radhia Rezig) née le 6 août 1947 à Sakiet Sidi Youssef en Tunisie, et morte le 1er mai 2014 à New York, est une chercheuse et professeure française en informatique, connue notamment pour l'invention du concept d'interprétation abstraite.

## Biographie
Radhia Cousot grandit à Sakiet Sidi Youssef en Tunisie, où elle survit au bombardement meurtrier du 8 février 1958. Elle étudie au Lycée de jeunes filles à Sousse, le Lycée français à Alger puis à l'École polytechnique d'Alger, où, seule femme, elle est classée 1re.
Elle se spécialise dans l'optimisation mathématique et la programmation linéaire. Grâce à une bourse de l'UNESCO (1972-1975), elle poursuit ses études en France. Elle obtient un DEA d'informatique à l'université Joseph Fourier de Grenoble en 1972 puis un doctorat en mathématiques à Nancy, en 1985, sous la supervision de Claude Pair.
Radhia Cousot est chercheuse associée au laboratoire IMAG de l'université Joseph Fourier de Grenoble (1975-1979) puis à partir de 1980 au Centre national de la recherche scientifique. Elle travaille à l'université Henri Poincaré de Nancy (1980-1983), l'université de Paris-Sud à Orsay (1984-1988), à l'École polytechnique (entre 1989 et 2008) et l'École normale supérieure (2006-2014). Avec son mari Patrick Cousot, Radhia Cousot définit l'interprétation abstraite,, une technique de méthode formelle. À ce titre, ils reçoivent l'ACM SIGPLAN en 2013 et le prix Harlan D. Mills de l'IEEE Computer Society en 2014. 